# Боло Єнг
Боло Йенг (Ян Си, кит. трад. 楊斯, спр. 杨斯, піньїнь: Yáng Sī; рід. 3 липня 1946) — китайський актор, культурист і майстер бойових мистецтв. Часто в українській транскрипції його прізвище пишеться як Янг, Йенг, Йон. Найбільш відомі ролі в кіно: Боло в «Вихід дракона», Чон в «Кривавий спорт», Чан «В'єтнамська кобра» в «Кривавій битві», Мун у «Подвійному ударі», а також Шинго в «Найсильнішому ударі» і «Найсильнішому ударі 2».

## Біографія
Боло Йенг народився 3 липня 1946 року в Гуанчжоу. Як і багато інших молодих китайців, Боло почав вивчати кунг-фу у місцевих майстрів. Крім того, він захопився акробатикою і підняттям тягарів. Всупереч поширеній думці, Боло не був чемпіоном з Шотокан-карате і ніколи цим видом єдиноборства не займався.
У середині 1960-х років у пошуках нових можливостей Боло перебрався до Гонконгу, подолавши протоку вплав. На новому місці він відкрив школу бодібілдингу та незабаром потрапив у поле зору одного з агентів студії братів Шоу, який запропонував йому знятися в кіно. Чим більше Боло «накачувався», тим серйознішими ставали ролі. У 1970 році Боло завоював титул «Містер Гонконг», а через рік розпрощався зі студією Шоу.
На пробах до рекламного ролика сигарет Winston Боло познайомився з Брюсом Лі. Між ними склалися дружні відносини, і в 1973 році Брюс Лі запросив його у свій фільм «Вихід дракона». Надалі Боло знявся в декількох бойовиках кунг-фу, але найвідомішою його роллю став лиходій Чонг у фільмі американської кіностудії Cannon Films «Кривавий спорт», де його партнером був Жан-Клод Ван Дамм. Після цієї ролі і надалі Боло розробляв на екрані образ класичних «м'язистих негідників», а однією з небагатьох його ролей в якості позитивного героя стала робота у фільмах «Найсильніший удар», «Найсильніший удар 2» та «Поліцейський 2000 року».
Останньою значущою роллю Ієна став фільм «Ближній бій» 2007 року, спільного виробництва США і Казахстану, який, втім, не потрапив ані на широкий екран, ані на відео. 2008 року Боло офіційно покинув кінематограф, при цьому зберігши за собою місце голови гонконгської фізкультурної комерційної організації та менеджера тайбейської міжнародної асоціації бодібілдингу.

## Фільмографія
- 2017 — Діамантовий картель (Diamond Cartel)
- 2011 — Жан-Клод Ван Дамм: За зачиненими дверима (Jean-Claude Van Damme: Behind Closed Doors)
- 2007 — Ближній бій (Blizhniy Boy: The Ultimate Fighter)
- 1996 — Стальні бодігарди (Fist of Legend 2: Iron Bodyguards)
- 1996 — Кіготь тигра 2 (Tiger Claws II)
- 1995 — Найсильніший удар 2 (Shootfighter II)
- 1994 — Безстрашний тигр (Fearless Tiger)
- 1993 — Поліцейський 2000 року (TC 2000)
- 1993 — Прокляття дракона (Curse of the Dragon)
- 1992 — Найсильніший удар (Shootfighter: Fight to the Death)
- 1992 — Брюс Лі і манія Кунг Фу (Bruce Lee and Kung Fu Mania)
- 1992 — Залізне сарце (Iron Heart)
- 1992 — Чудовий дует (Magnificent Duo)
- 1992 — Супер сила Шаоліня (під цією назвою фільм вийшов в США, інша назва - «Фехтувальник Ву Танг») (Xue ran hong chen)
- 1992 — Кіготь тигра (Tiger Claws)
- 1991 — Вогняне дихання (інша назва — «Вогнедишний») (Breathing Fire)
- 1991 — Подвійний удар (Double Impact)
- 1989 — Кривава битва (Bloodfight)
- 1988 — Один чоловік — то забагато (Yi qi liang fu, англ. назва в Гонконзі — One Husband Too Many)
- 1988 — Кривавий спорт (Blood Sport)
- 1987 — Нічні вбивці (Bat ye tin, англ. назва в Гонконзі — Killer’s Nocturne)
- 1986 — Підставлений (Long zai jiang hu)
- 1986 — Мои щасливі зірки 2 (Zui jia fu xing, англ название — My Lucky Stars Go Places)
- 1986 — Експрес мільйонерів (Foo gwai lit che, англ.: Millionaire’s Express)
- 1986 — Спортсмени (Da gung wong dai) (буквальний переклад — «Робочий клас» (working class))
- 1985 — Алмаз удачі (інша назва — «Бажаю тобі удачі»))(Juk nei ho wan)
- 1985 — Драконы Брюса Лі дають відсіч (Bruce Lee’s Dragons Fight Back)
- 1985 — Сім ангелів (Huan chang)
- 1985 — Мої щасливі зірки (без згадування в титрах) (Fuk sing go jiu)
- 1983 — Боксерське передвістя (Mo, англ. назва — The Boxer’s Omen)
- 1983 — Просто, щоб повеселитися (Kong xin da shao ye, англ назва — Just for fun)
- 1982 — Супербанда (Supergang)
- 1982 — Око Дракона (Xiong zhong)
- 1981 — Божевільний холоднокровний кривавий вбивця (Mad Cold Blooded Murder)
- 1980 — Король Кунг фу (Si wang mo ta, англ. назва: The King of Kung Fu)
- 1980 — Безстрашна гієна 3 (Fearless Master, вийшов в США під назвою Fearless Hyena 3)
- 1980 — Невразливий (другое название — «Дракон, що б'ється») (Invincible)
- 1980 — Смертельний рух змії (She xing zui bu)
- 1979 — Вихід трьох драконів (Enter Three Dragons)
- 1979 — Дракон-герой (Dragon, the Hero)
- 1979 — Брюс супергерой (інша назва — Супергерой) (Bruce the Super Hero)
- 1979 — Кулаки, удари ногами і зло (Fists, the Kicks and the Evil)
- 1979 — Герой кунг фу (Kung Fu’s Hero)
- 1979 — Твір кунг фу (інша назва: Почерк кунг фу) (Writing Kung Fu)
- 1978 — Татуювання (E yu tou hei sha xing)
- 1978 — Це — Брюс Лі (Meng nan da zei yan zhi hu)
- 1978 — Непереможний Брюс Лі (Bruce Li — The Invincible)
- 1978 — Гумката вбивця (Gymkata Killer)
- 1978 — Найвеличніша помста (інша назва — найвеличніша помста Брюса Лі) (Bruce Le’s Greatest Revenge)
- 1978 — Амстердамські зв'язки (He Lan Du ren tou)
- 1977 — Дух Брюса Лі (Gekisatsu! Judo ken, англ. назва: Soul of Bruce Lee)
- 1977 — Двійники Брюса Лі (Clones of Bruce Lee)
- 1977 — 10 чудових вбивць (10 Magnificent Killers)
- 1977 — Шериф Боло (Bolo)
- 1977 — Брюс Лі проти чорного дракона (інша назва — Брюс Лі і кунг фу Шаоліня) (Da mo tie zhi gong)
- 1976 — Викуп за королеву (інша назва — Міжнародний вбивця) (E tan qun ying hui)
- 1976 — Останній виклик дракона (інша назва — «Велика сім'я»)(Long jia jiang)
- 1975 — Супермен із Гонконга (Xiang Gang chao ren)
- 1975 — Бійня Кунг Фу (Kung Fu Massacre)
- 1975 — Якось він полюбив занадто багатьох (Shui yun, англ. название: He Loved Once Too Many)
- 1975 — 7 солдат кунгфу (інша назва — 7 вбивць кунг фу) (Dong kai ji)
- 1974 — Супер малюк кунг фу (Super Kung Fu Kid)
- 1974 — Карате на Босфорі (Karateciler istanbulda)
- 1973 — Геркулес сходу (Ma tou da jue dou)
- 1973 — Найвеличніший тайський боксер (Greatest Thai Boxing)
- 1973 — Громовий удар (Thunderkick) інша назва — Виживання дракона (Survival of the Dragon)
- 1973 — Тигр (Da xu hai)
- 1973 — Вихід дракона (Enter the Dragon)
- 1972 — Король-боксер (Tian xia di yi quan) (інша назва — «Рука смерті»)
- 1972 — Інтрига в Нейлоні (Intrigue in Nylons)
- 1972 — Трилогія мистецтва фехтування (Qun ying hui)
- 1972 — Молодий народ (Nian qing ren)
- 1972 — Злий гість (інша назва — Вбивця кунг фу) (E ke)
- 1971 — Смертельний дует (Shuang xia)
- 1971 — Клятва смерті (Wan jian chuan xin)
- 1971 — Леді професіонал (Nu sha shou)
- 1971 — Спасіння (Xie jiu tian lao)
- 1970 — Це будуть герої (Shi san tai bao)
- 1970 — Дивовижний фехтувальник (You xia er)

## Режисерські роботи
- 1977 — Шериф Боло (Bolo)
- 1979 — Твір кунг фу (інша назва: «Почерк кунг фу») (Writing Kung Fu)